# Ceratina citrinifrons
Ceratina citrinifrons är en biart som beskrevs av Cockerell 1937. Ceratina citrinifrons ingår i släktet märgbin, och familjen långtungebin. Inga underarter finns listade i Catalogue of Life.